# سیارک ۲۴۱۰۲
سیارک ۲۴۱۰۲ (به انگلیسی: 24102 Jacquescassini، نامگذاری:1999VD9) بیست و چهار هزار و صد و دومین سیارک کشف شده‌است که در ۹ نوامبر ۱۹۹۹ کشف شد.
قدر مطلق سیارک برابر ۱۳٫۸ است.